# Rhododendron schizostigma
Rhododendron schizostigma är en ljungväxtart som beskrevs av Herman Otto Sleumer. Rhododendron schizostigma ingår i släktet rododendron, och familjen ljungväxter. Inga underarter finns listade i Catalogue of Life.